# Premio Goethe
El Premio Goethe de Fráncfort del Meno es un premio literario alemán de alto prestigio (aunque no se limita a escritores), nombrado en honor de Johann Wolfgang Goethe. Inicialmente fue un premio anual, pero se convirtió en trienal.
Los galardonados han sido los siguientes:
- 1927: Stefan George,  Alemania
- 1928: Albert Schweitzer,  Francia
- 1929: Leopold Ziegler,  Alemania
- 1930: Sigmund Freud,  Austria
- 1931: Ricarda Huch,  Alemania
- 1932: Gerhart Hauptmann,  Alemania
- 1933: Hermann Stehr,  Alemania
- 1934: Hans Pfitzner,  Alemania
- 1935: Hermann Stegemann,  Alemania
- 1936: Georg Kolbe,  Alemania
- 1937: Erwin Guido Kolbenheyer,  Alemania
- 1938: Hans Carossa,  Alemania
- 1939: Carl Bosch,  Alemania
- 1940: Agnes Miegel,  Alemania
- 1941: Wilhelm Schäfer,  Alemania
- 1942: Richard Kuhn,  Alemania
- 1945: Max Planck,  Alemania
- 1946: Hermann Hesse,  Alemania
- 1947: Karl Jaspers,  Alemania
- 1948: Fritz von Unruh,  Alemania
- 1949: Thomas Mann,  Alemania Occidental
- 1952: Carl Zuckmayer,  Alemania Occidental
- 1954: Theodor Brugsch,  Alemania Occidental
- 1955: Annette Kolb,  Alemania Occidental
- 1958: Carl Friedrich von Weizsäcker,  Alemania Occidental
- 1960: Ernst Beutler,  Alemania Occidental
- 1961: Walter Gropius,  Alemania Occidental
- 1964: Benno Reifenberg,  Alemania Occidental
- 1967: Carlo Schmid,  Alemania Occidental
- 1970: Gyorgy Lukacs,  Hungría
- 1973: Arno Schmidt,  Alemania Occidental
- 1976: Ingmar Bergman,  Suecia
- 1979: Raymond Aron,  Francia
- 1982: Ernst Jünger,  Alemania Occidental
- 1985: Golo Mann,  Alemania Occidental
- 1988: Peter Stein,  Alemania Occidental
- 1991: Wislawa Szymborska,  Polonia
- 1994: Ernst Gombrich,  Reino Unido
- 1997: Hans Zender,  Alemania
- 2000: Siegfried Lenz,  Alemania
- 2002: Marcel Reich-Ranicki,  Alemania
- 2005: Amos Oz,  Israel
- 2008: Pina Bausch,  Alemania
- 2011: Adunis  Siria
- 2014:  Peter von Matt  Suiza
- 2017:  Ariane Mnouchkine  Francia
- 2020 – Dževad Karahasan, Bosnia Herzegovina[1]
- 2023 – Barbara Honigmann,  Alemania[2][3]